# Lachnostola amphizeucta
Lachnostola amphizeucta är en fjärilsart som beskrevs av Edward Meyrick 1918. Lachnostola amphizeucta ingår i släktet Lachnostola och familjen stävmalar. Inga underarter finns listade i Catalogue of Life.